# 汉斯·埃斯特纳
汉斯·埃斯特纳（德語：Hans Estner，1951年4月7日—），德国男子冬季两项运动员。他曾代表西德参加1980年冬季奥林匹克运动会冬季两项比赛，获得男子4×7.5公里接力铜牌。